# Kamov
Kamov (tudi OKB Kamov ali Biro Kamov) je ruski proizvajalec helikopterjev in drugih rotorskih zrakoplovov. Biro je ustanovil Nikolaj Iljič Kamov. Prve rotorske zrakoplove so začeli izdelovati leta 1929 skupaj z N. K. Skržinskim. Do 1940-ih let so zgradili veliko avtožirov, med njimi edini oboroženi avtožiro, ki se je uporabljal v bojne namene. Zrakoplovi Kamov imajo predpono Ka.
Biro Kamov v zadnjem času proizvaja večinoma helikopterje s koaksialnimi rotorji.
Kamov se je leta 2006 združil z Milom in Rostvertolom v podjetje Oboronprom Corp. in 2006. Oznaka Kamov se še vedno uporablja.

## Zrakoplovi Kamova
KaSkr-I Žirokraft 192925. september 1929, prvi sovjetski avtožiro, ki so ga zasnovala Kamov in Skržinski. Baziran je na Cierva modelu The Red Engineer
KaSkr-II Žirokraft 1930KASKR-I z motorji Gnome-Rhone Titan
 TsAGI A-7 1934Avtožiro za opazovanje
Ka-8 Irkutjanin 1947Enosedežni helikopter
Ka-9
Ka-10 1950Enosedežni helikopter za opazovanje. NATO oznaka Hat.
Ka-11Majhen enosedežni helikopter
Ka-12Večnamenski 9-sedežni helikopter
Ka-14Lahki večnamenski helikopter
Ka-15 1952Dvosedežni večnamenski helikopter. NATO oznaka Hen.
Ka-18 1955Ka-15 z večjim trupom in motorjem Ivčenko AI-14VF (280KM), 200 zgrajenih NATO oznaka Hog.
Ka-20 1958Dvomotorni protipodmorniški helikopter. NATO oznaka Harp.
Ka-22 Vintokril 1959Eksperimentalni rotorski zrakoplov NATO oznaka Hoop.
Ka-25 1961Mornariški helikopterji. NATO oznaka Hormone.
Ka-26 1965Lahki večnamenski helikopter. NATO oznaka Hoodlum.
Ka-27 1974Protipodmorniški helikopter. NATO oznakaHelix.
Ka-28Izvozna verzija Ka-27 Helix
Ka-29Jurišna verzija Ka-27 Helix
Ka-31Helikopter za zgodnje opozarjanje
Ka-32 1974Protipodmorniški helikopter
Ka-34Težki rotorski zrakoplov
Ka-35Težki rotorski zrakoplov z reaktivnimi motorji
Ka-37 1993Brezpilotni koaksialni helikopter razvit s pomočjo južnokorejskega Daewooja. Sprva namenjen za kmetijstvo
Ka-40 1990s?Protipodmorniški helikopter. (naslednik Ka-27, v razvoju)
Ka-50 "Black Shark" 1982Enosedežni jurišni helikopter NATO oznaka Hokum.
Ka-52 "Alligator" 1997Dvosedežni jurišni helikopter
Ka-118 1980-1990Lahki večnamenski helikopter s tehnologijo NOTAR
Ka-126 1980Lahki večnamenski helikopter. NATO oznaka Hoodlum-B.
Ka-128Lahki večnamenski helikopter
Ka-60 Kasatka 1990Transportni/večnamenski helikopter
Ka-62 1990Civilni transportni/večnamenski helikopter
Ka-64 Sky Horse 1990Mornariški večnamenski helikopter
Ka-90Visokohitrostni helikopter
Ka-92Potniški helikopter
Ka-137 1990sBrezpilotni večnamenski helikopter
Ka-115 Moskvička 1990sLahki večnamenski helikopter
Ka-226 "Sergei" 1990sMajhen dvomotorni helikopter
V-50 1960sVisoko hitrostni jurišni helikopter s tandem rotorji (preklican)
V-60 1980sLahki izvidniški helikopter
V-80 1970sŠtudija jurišnega helikopterja
V-100 1980sDvorotoni bojni helikopter